# Luan Chagas
Luan Chagas, também conhecido por Luan "Tarzan" Chagas, Luan Chagas "Tarzan" ou apenas Tarzan (Naviraí, 16 de junho de 1993) é um lutador de MMA brasileiro, especialista em caratê e jiu-jitsu.

## Biografia
Luan é chamado de "Tarzan" devido a sua cidade natal, Naviraí,  ser do Mato Grosso do Sul, estado onde se encontra 65% da área do Pantanal.
Sua vida nas artes marciais começou quando ainda criança ingressou no Karate. Foi campeão brasileiro infantil da modalidade. Quando radicou-se em Curitiba para estudar, passou a treinar Jiu-Jitsu Brasileiro na academia Gile Ribeiro. Com o passar do tempo decidiu se profissionalizar atleta de MMA.
Participou de diversos eventos nacionais de MMA até ter a oportunidade de ingressar no UFC substituindo o nigeriano Kamaru Usman. O chamado foi prontamente aceito, e Luan enfrentou Serginho Morais na segunda luta do card preliminar do UFC198 realizado na cidade de Curitiba. De lá pra cá já ganhou apenas uma luta.

## Carreira no MMA

### Início da carreira
Luan iniciou sua carreira no MMA no evento Face the Danger 3 no qual venceu o atleta Alex Morales por nocaute. Depois de emplacar cinco vitórias seguidas veio a primeira derrota no Gladiator Combat Fight , e por finalização. Chagas se recuperou bem da derrota e emplacou uma sequência de nove vitórias seguidas em eventos nacionais, derrotando nomes como Julio César "Merenda" e Edvaldo "Gameth".
Em novembro de 2015 Luan conquistou seu primeiro cinturão ao vencer o atleta Julio Cesar Bilik por finalização no Curitiba Fight Pro 3.
Em dezembro de 2015, em evento realizado na cidade de Curitiba, o Imortal FC, Luan Chagas recebeu a tão sonhada faixa preta de jiu jitsu após finalizar seu adversário, Eduardo Garvon.

### UFC
Luan fez sua estréia no UFC em 14 de Maio de 2016, no UFC 198 contra Serginho Morais. Ele substituiu o nigeriano Kamaru Usman que foi retirado do card devido uma lesão. O resultado da luta entre Luan e Serginho foi um empate dividido.
Com menos de três meses depois da estréia, o UFC confirmou a presença do Tarzan no UFC Fight Night: Cyborg vs. Lansberg em Brasília no dia 24 de Setembro de 2016, para enfrentar o japonês Shinsho Anzai. Contudo, no inicio de agosto o atleta japonês foi retirado do card devido a lesão e Erick Silva foi definido como seu adversário. Após um combate muito empolgante e com chances de nocaute para ambos os lados, Chagas vacilou ao tentar agarrar Silva e foi finalizado no terceiro round. O combate rendeu o bônus de Luta da Noite.
Na segunda luta do card preliminar do UFC Rio 8, em setembro de 2016, Luan Chagas finaliza Jim Wallhead aplica mata-leão aos 4m48s do segundo round e vence sem sustos. E na primeira luta que participou no exterior dois anos depois, Tarzan foi nocauteado por Siyar Bahadurzada no segundo assalto do UFC Fight Night 128. Um detalhe é que todos os brasileiros que marcaram presença neste último perderam.

## Cartel no MMA
| Cartel no MMA   |             |            |
| 19 lutas        | 15 vitórias | 3 derrotas |
| Por nocaute     | 6           | 1          |
| Por finalização | 9           | 2          |
| Por decisão     | 0           | 0          |
| Empates         | 1           | 1          |

| Res.    | Cartel | Oponente                     | Método                                  | Evento                                                              | Data       | Round | Tempo | Local                     | Notas                                                   |
| ------- | ------ | ---------------------------- | --------------------------------------- | ------------------------------------------------------------------- | ---------- | ----- | ----- | ------------------------- | ------------------------------------------------------- |
| Derrota | 15–3–1 | Siyar Bahadurzada            | Nocaute (Chute Frontal no Corpo e Soco) | UFC Fight Night: Barboza vs. Lee                                    | 21/04/2018 | 2     | 2:40  | Atlantic City, New Jersey | Primeiro combate no exterior.                           |
| Vitória | 15-2-1 | Jim Wallhead                 | Finalização (mata leão)                 | UFC 212: Aldo vs. Holloway                                          | 03/06/2017 | 2     | 4:48  | Rio de Janeiro            | Primeira luta com um oponente estrangeiro.              |
| Derrota | 14-2-1 | Erick Silva                  | Finalização (mata leão)                 | UFC Fight Night: Cyborg vs. Lansberg                                | 24/09/2016 | 3     | 3:57  | Brasília                  | Luta da Noite.                                          |
| Empate  | 14-1-1 | Serginho Moraes              | Empate (dividido)                       | UFC 198: Werdum vs. Miocic                                          | 14/05/2016 | 3     | 5:00  | Curitiba                  | Estréia no UFC                                          |
| Vitória | 14-1   | Eduardo Garvon               | Finalização (mata leão)                 | Imortal FC 2 - Kamikaze                                             | 13/12/2015 | 1     | 4:15  | São José dos Pinhais      |                                                         |
| Vitória | 13-1   | Edvaldo de Oliveira          | Nocaute Técnico (joelhadas)             | Frontline Fight Series - Vina vs. Junior Abedi                      | 19/09/2015 | 2     | 2:30  | São José dos Pinhais      |                                                         |
| Vitória | 12-1   | Julio Cesar Andrade          | Finalização (chave de braço)            | Max Fight 15 - Ilha Comprida                                        | 04/07/2015 | 2     | 1:27  | Ilha Comprida             |                                                         |
| Vitória | 11-1   | Julio Cesar Bilik            | Finalização (mata leão)                 | CFP 3 - Curitiba Fight Pro 3                                        | 07/05/2015 | 1     | 4:22  | Curitiba                  | Ganhou o cinturão peso meio-médio do Curitiba Fight Pro |
| Vitória | 10-1   | Christian Ferreira           | Finalização (chave de braço)            | PFE - Power Fight Extreme 12                                        | 13/12/2014 | 2     | 1:59  | Curitiba                  |                                                         |
| Vitória | 9-1    | Allan Simon                  | Nocaute Técnico (socos)                 | CFP 2 - Curitiba Fight Pro 2                                        | 09/08/2014 | 1     | 2:16  | Curitiba                  |                                                         |
| Vitória | 8-1    | Roberto Ordza                | Finalização (triângulo)                 | PFE / Samurai FC - Power Fight Extreme 10 / Samurai Fight Combat 10 | 30/11/2013 | 1     | 1:42  | Curitiba                  |                                                         |
| Vitória | 7-1    | Silas Robson de Oliveira     | Nocaute Técnico (socos e joelhadas)     | Oliveira WOCS - Watch Out Combat Show 28                            | 10/08/2013 | 3     | 0:00  | Gramado                   |                                                         |
| Vitória | 6-1    | Edson Lopes                  | Finalização (mata leão)                 | PFE - Power Fight Extreme 9                                         | 29/06/2013 | 1     | 4:57  | Curitiba                  |                                                         |
| Derrota | 5-1    | Lorival Lourenco Jr.         | Finalização (mata leão)                 | GCF - Gladiator Combat Fight                                        | 06/04/2013 | 2     | 1:46  | Curitiba                  | Primeira derrota da carreira.                           |
| Vitória | 5-0    | Jose Luiz Domingues da Silva | Finalização                             | AFT 4 - Adventure Fighters Tournament 4                             | 09/03/2013 | 1     | 2:22  | Curitiba                  |                                                         |
| Vitória | 4-0    | Everton Souza                | Nocaute Técnico (socos)                 | SHC - Striker's House Cup 23                                        | 23/02/2013 | 1     | 1:29  | Curitiba                  |                                                         |
| Vitória | 3-0    | Cássio Pit                   | Finalização (mata leão)                 | SHC - Striker's House Cup 22                                        | 08/12/2012 | 1     | 2:02  | Curitiba                  |                                                         |
| Vitória | 2-0    | Adriano Carvalho             | Nocaute Técnico (socos)                 | G1 - Open Fight 14                                                  | 15/09/2012 | 1     | 0:45  | Siqueira Campos           |                                                         |
| Vitória | 1-0    | Alex Morales                 | Nocaute Técnico (socos)                 | FTD - Face the Danger 3                                             | 28/06/2012 | 1     | 1:50  | Curitiba                  | Estreia no MMA Profissional                             |